# Place Edmond-Lemaigre
La place Edmond-Lemaigre est une place du centre-ville de Clermont-Ferrand.

## Situation et accès
Elle est située dans le cœur historique de la ville. Longeant le flanc sud de la façade occidentale de la cathédrale Notre-Dame-de-l'Assomption, elle raccorde la place de la Victoire aux rues des Gras, des Chaussetiers, Terrasse et Verdier-Latour.

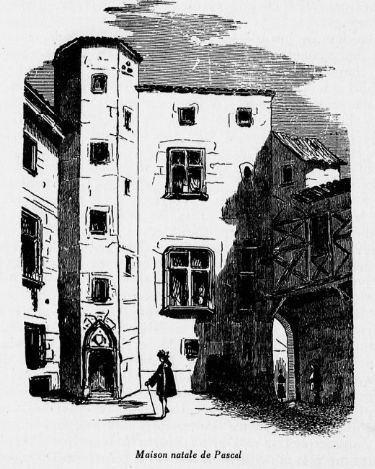
Maison de Blaise-Pascal à Clermont-Ferrand.
L'emplacement actuel correspond au point de rencontre entre la place de la Victoire et la place Edmond-Lemaigre.

## Origine du nom
Son nom vient du compositeur et organiste clermontois Edmond Lemaigre.

## Historique
La place date du milieu du XIXe siècle, moment où pour le chantier de construction et rénovation de la cathédrale par Eugène Viollet-le-Duc l'on souhaite faire rejoindre la rue des Gras et la place de la Victoire en détruisant les maisons et ruelles de l'actuelle place.
Parmi ces propriétés figurent la maison Pagès et la maison familiale de la famille Pascal où Blaise-Pascal passe son enfance et grandit. L'emplacement de la maison du philosophe a fait l'objet d'aménagements afin de souligner son ancienne emprise.

## Bâtiments remarquables et lieux de mémoire
- Maison natale de Blaise Pascal
- Colonne romaine dédiée à Attis, découverte en 1997[3].

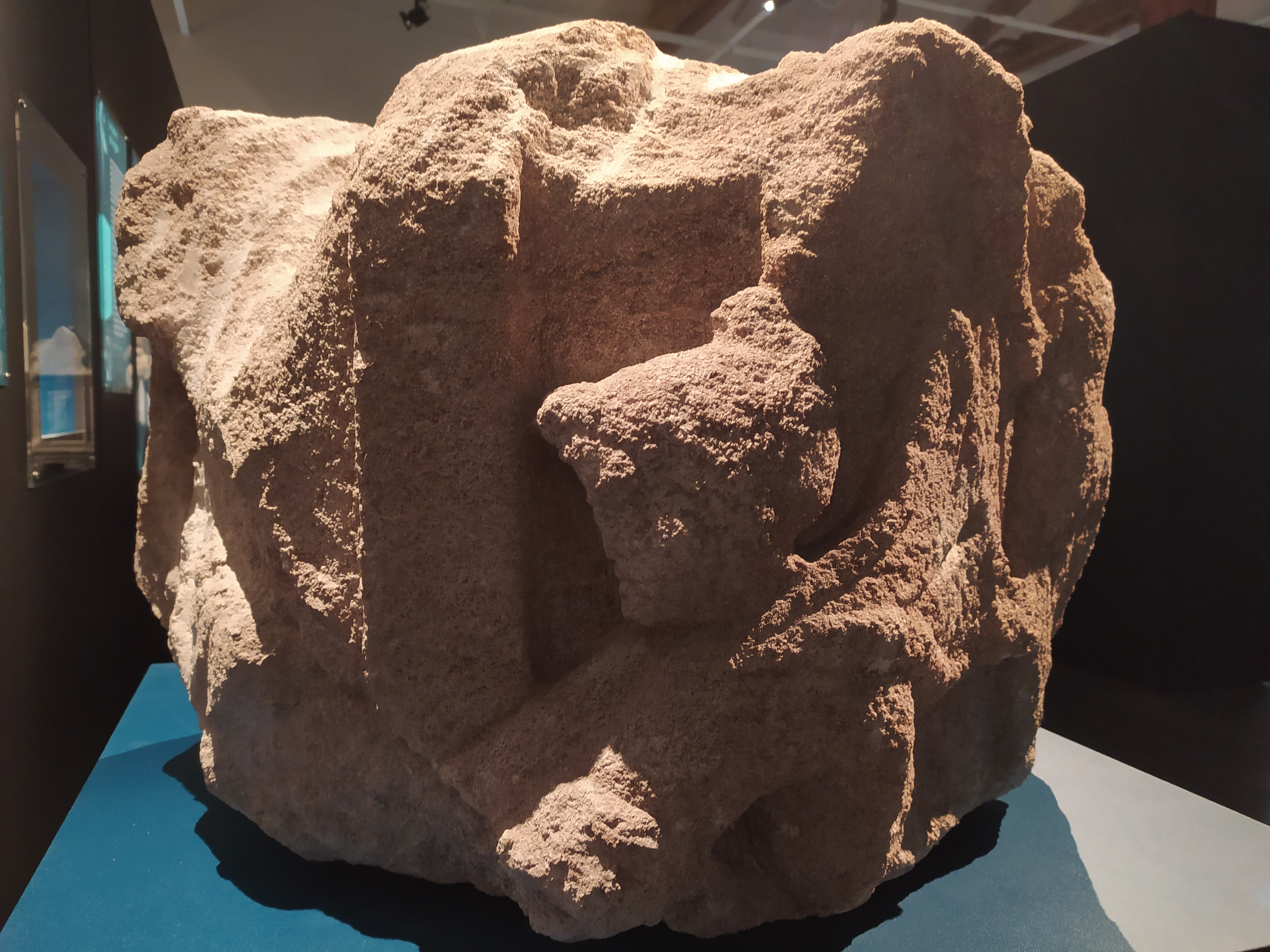
Tambour d'une colonne ou figure Attis, vestige d'un monument antique à Clermont-Ferrand.